# Skåhla
SkÅHla är studerandekåren för Högskolan på Åland. Studerandekåren består av studerande på högskolan och representerar studerandes åsikter inom högskolans bestämmande organ. SkÅHlas grundläggande uppgift är att se till att högskolans studerande har det så bra som möjligt under sin studietid. SkÅHla har även hand om evenemang och aktiviteter på fritiden för att skapa och uppehålla en gemenskap mellan studerande på högskolan.

## Halare
Sedan 2015 har Skåhla distribuerat Ålands-blåa studerandehalare åt skolans elever. På grund av skolans storlek har alla de 7 olika linjerna på högskolan samma färg på halaren.

## Återkommande evenemang
- Inspark för nya studerande
- Pubkvällar
- Ålrundan (Ålands största studerandevenemang)
- Kryssning (i samarbete med SFHM)

## Sociala medier
- Facebook
- Instagram